# IFITM1
IFITM1 (англ. Interferon-induced transmembrane protein 1; CD225) — мембранный белок из семейства интерферон-индуцируемых мембранных белков, продукт гена человека IFITM1.
У человека семейство IFITM представлено 4 генами 11-й хромосомы: IFITM1, IFITM2, IFITM3 и IFITM5. У мыши в семейство входят 7 белков (есть также IFITM6 и IFITM7).

## Функции
IFITM1, как и другие члены этого семейства, является антивирусным белком, который ингибирует вход вируса в клеточную цитоплазму. Белок не влияет на эндоцитоз вируса, но предотвращает последующее слияние и высвобождение вируса в цитоплазму. Активен против вируса гриппа A, коронавираса SARS, вируса Марбург, вируса Эбола, вируса лихорадки денге, вируса лихорадки Западного Нила, ВИЧ-1 и вируса гепатита C. 
Кроме антивирусной активности участвует в контроле клеточного роста и миграции. Играет ключевую роль в антипролиферативном действии интерферона-гамма за счёт p53-зависимого ингибирования активности ERK и задержки клеточного роста в G1-фазе. Действует как положительный регулятор дифференцировки остеобластов.